# Spilogona marina
Spilogona marina är en tvåvingeart som först beskrevs av Collin 1921.  Spilogona marina ingår i släktet Spilogona och familjen husflugor. Arten har ej påträffats i Sverige. Inga underarter finns listade i Catalogue of Life.